# Bob Said
Boris Said (5 de maio de 1932 – 24 de março de 2002) foi um automobilista norte-americano que participou do Grande Prêmio dos Estados Unidos de 1959 de Fórmula 1.
Boris também foi um atleta olímpico, defendo as bandeira dos Estados Unidos na prova de Bobsleigh nos Jogos Olímpicos de Grenoble-1968. Com isso, ele é um dos 7 pilotos de Formula 1 que também competiram em Jogos Olímpicos.